# David Doyle
David Fitzgerald Doyle (ur. 1 grudnia 1929 w Omaha, zm. 26 lutego 1997 w Los Angeles) – amerykański aktor telewizyjny, teatralny i filmowy pochodzenia irlandzkiego, najbardziej znany jako detektyw John Bosley w serialu ABC Aniołki Charliego (1976-81). Za tę postać w roku 1977 był nominowany do nagrody Emmy, a w 1980 zdobył nominację do nagrody Złotego Globu jako najlepszy aktor drugoplanowy w serialu.
Zmarł 26 lutego 1997 roku w Los Angeles w stanie Kalifornia w wieku 67 lat na atak serca.
Był dwukrotnie żonaty: z Rachel, która zmarła w 1968 roku, będąc pod wpływem narkotyków, po obrażeniach na klatce schodowej, i Anne Nathan (od 1969 do jego śmierci – 26 lutego 1997).

## Wybrana filmografia

### Filmy fabularne
- 1959: Happy Anniversary jako recepcjonista w hotelu Earle
- 1963: Act One jako Oliver Fisher
- 1967: The Tiger Makes Out jako akwizytor
- 1968: Papierowy lew jako Oscar
- 1968: Nie traktuje się tak damy jako porucznik Dawson
- 1968: Blef Coogana jako Pushie
- 1969: Kwietniowe szaleństwa jako Orlow P. Walters
- 1969: Some Kind of a Nut jako Larry
- 1970: Zaloty jako Will
- 1970: Pingeons jako pan Seigbert
- 1971: W pogoni za szczęściem jako James Moran
- 1971: Bogata, wolna, samotna jako Mel
- 1971: Making It jako Fanning
- 1971: Who Killed Mary What's 'Er Name? jako Roger Boulting
- 1971: Mortadela jako O’Henry
- 1974: Miłość na Nowy Jork jako Fred
- 1976: Mściciel jako Homer Arno
- 1977: Koziorożec 1 jako Walter Loughlin
- 1978: Jeszcze raz jako Webster Jones
- 1978: My Boys Are Good Boys jako Harry Klinger
- 1980: The Line jako kapitan Jinks
- 1988: Ostatni taniec Salome jako A. Nubin
- 1989: Duch i pisarkA jako Herb Baxter
- 1989: Murphy’s Laws of Golf jako Roscoe
- 1990: Pieniądze albo miłość jako Arthur Reed
- 1990: Wings of Fame
- 1993: The Punk jako Roger Rabbit
- 1996: Pinokio jako świerszcz Pugnacio Elecuzio „Pepe” P. Elegante (głos)

### Seriale TV
- 1972: Hawaii Five-O jako Hard Hat
- 1974: All in the Family jako Jim Sanders
- 1974: Kojak jako sierżant Harry Sumar
- 1976-81: Aniołki Charliego jako John Bosley
- 1978: Statek miłości jako Alvin
- 1985: Napisała: Morderstwo jako Brad Lockwood
- 1985: Statek miłości jako Cliff
- 1986: To znowu ty? jako Briggs
- 1986-87: Szpital miejski jako Ted Holmes
- 1989: Nie z tego świata jako Star Dog (głos)
- 1989: Dink, mały dinozaur jako różne role (głos)
- 1990: Super Baloo jako szeryf Gomer Cleghorn (głos)
- 1991-97: Pełzaki jako Louis „Dziadek” Pickles (głos)
- 1993: Szmergiel jako W.W. Whacky (głos)
- 1993: Jeż Sonic jako różne role (głos)
- 1993: Beethoven jako różne role (głos)
- 1993: Nowe przygody Supermana jako anioł stróż Mike
- 1996: Potężne Kaczory jako Sam Delaney (głos)
- 1996: Kacza paczka jako różne role (głos)
- 1997: Sunset Beach jako pasażer